# Pygorhynchus
Pygorhynchus is een geslacht van uitgestorven zee-egels uit de familie Pygaulidae. Vertegenwoordigers van dit geslacht zijn slechts als fossiel bekend.

## Soorten
- Pygorhynchus conicus Smiser, 1935 †
- Pygorhynchus ovalis Smiser, 1935 †
- Pygorhynchus riveroi Sánchez Roig, 1949 †